# Origins Award/Brettspiele
Diese Liste enthält die Preisträger des Origins Award für Brettspiele.
Bei der ersten Spielemesse Origins International Game Expo im Jahre 1975 wurden die ersten Origins Awards für 1974 verliehen. Die Preisträger waren zwei Konfliktsimulationen und zwei Spielezeitschriften. Später kamen weitere Preise hinzu. Bis 1986 entsprachen die Preise für Brettspiele dem Charles S. Roberts Awards; danach wurden die Preise unabhängig vergeben. Wurden anfangs nur Konfliktsimulationen, so gab es später auch Preise für Fantasy- und Science-Fiction-Spiele. Später kamen auch andere Brettspiel hinzu.

## Spiele mit historischem Hintergrund
Für die Jahre 1974 und 1975 gab es Preise für das beste professionelle Spiel und das beste Amateurspiel. 1976 und 1977 Preise für das beste strategische Spiel und das beste taktische Spiel. Ab 1978 gab es dann einen Preis für das beste Spiel, welches den Zeitraum bis 1900 als Thema hatte. 1987 und 1988 gab es dann zwei Preise für den Zeitraum von 1900 bis 1946 und den Zeitraum 1947 bis heute. Diese beiden Preise wurden 1989 zum Preis für das Moderne Zeitalter wieder zusammengefasst. Die beiden verbliebenen Preise (Zeitraum bis 1900, Modernes Zeitalter) wurden dann 1997 zusammengefasst zum „Besten historischen Brettspiel“, gleichzeitig wurde ein Preis für allgemeine Brettspiele verliehen.

### Die ersten Preise
| Jahr | Preis                                  | Spiel                     | Autoren                  | Verlag                 |
| ---- | -------------------------------------- | ------------------------- | ------------------------ | ---------------------- |
| 1974 | Bestes Professionelles Spiel           | Third Reich               | John Prados              | Avalon Hill            |
| 1974 | Bestes Amateurspiel                    | Mannasas                  | Tom Eller                | Historical Simulations |
| 1975 | Bestes Professionelles Spiel           | Kingmaker                 | Andrew McNeil            | Philmar/Avalon Hill    |
| 1975 | Bestes Amateurspiel                    | La Bataille De La Moscowa | Lawrence Groves          | Martial Enterprises    |
| 1976 | Bestes Strategiespiel                  | The Russian Campaign      | John Edwards             | Avalon Hill            |
| 1976 | Bestes Taktikspiel                     | Terrible Swift Sword      | Richard Berg             | SPI                    |
| 1977 | Bestes Strategiespiel                  | Victory in the Pacific    | Richard Hamblen          | Avalon Hill            |
| 1977 | Bestes Taktikspiel                     | Squad Leader              | John Hill                | Avalon Hill            |
| 1978 | Bestes Amateurspiel                    | Source of the Nile        | David Wesely, Ross Maker | Discovery Games        |
| 1979 | Beste Neuerscheinung (Initial Release) | Ironclads                 | John Fuseler             | Yaquinto               |
| 1980 | Beste Neuerscheinung                   | Streets of Stalingrad     | Dana Lombardy            | Phoenix Games          |
| 1981 | Beste Neuerscheinung                   | Iron Bottom Sound         | Jack Greene              | Quarterdeck Games      |

### Bestes Spiel für den Zeitraum vor 1900
| Jahr | Spiel                      | Autoren                                   | Verlag                    |
| ---- | -------------------------- | ----------------------------------------- | ------------------------- |
| 1978 | Source of the Nile         | David Wesely, Ross Maker                  | Discovery Games           |
| 1979 | Napoleon at Leipzig        | Kevin Zucker                              | Operational Studies Group |
| 1980 | Empires of the Middle Ages | James F. Dunnigan                         | SPI                       |
| 1981 | A House Divided            | Frank Chadwick                            | Game Designers’ Workshop  |
| 1982 | Civilization               | Francis G. Tresham                        | Avalon Hill               |
| 1983 | The Civil War              | Eric Lee Smith                            | Victory Games             |
| 1984 | South Mountain             | Richard Berg                              | West End Games            |
| 1985 | Pax Britannica             | Greg Costikyan                            | Victory Games             |
| 1986 | Chickamauga                | Jon Southard                              | West End Games            |
| 1987 | Shogun (Samurai Swords)    | Michael Gray                              | Milton Bradley            |
| 1988 | Gettysburg                 |                                           | Avalon Hill               |
| 1989 | A House Divided            | Frank Chadwick                            | Game Designers’ Workshop  |
| 1990 | Republic of Rome           | Richard Berthold, Robert Haines           | Avalon Hill               |
| 1991 | Blackbeard                 | Richard Berg                              | Avalon Hill               |
| 1992 | SPQR                       | Mark Herman, Richard Berg                 | GMT Games                 |
| 1993 | Empire                     | The Ragnar Brothers, Don Greenwood junior | Avalon Hill               |
| 1994 | Roads to Gettysburg        | Joseph M. Balkoski                        | Avalon Hill               |
| 1995 | Colonial Diplomacy         | Peter Hawes                               | Avalon Hill               |
| 1995 | Three Days of Gettysburg   | Richard Berg                              | GMT Games                 |
| 1996 | Age of Renaissance         | Jared Scarborough                         | Avalon Hill               |

### Bestes Spiel für den Zeitraum ab 1900 (Moderne)
| Jahr | Spiel                           | Autoren                       | Verlag                   |
| ---- | ------------------------------- | ----------------------------- | ------------------------ |
| 1978 | To the Green Fields Beyond      | David Isby                    | SPI                      |
| 1979 | City Fight                      | Joe Balkoski                  | SPI                      |
| 1980 | Squad Leader: Crescendo of Doom | Don Greenwood junior          | Avalon Hill              |
| 1981 | Wings                           | Craig Taylor                  | Yaquinto                 |
| 1982 | Storm Over Arnhem               | Courtney Allen                | Avalon Hill              |
| 1983 | Ambush!                         | Eric Lee Smith                | Victory Games            |
| 1984 | Vietnam 1965 - 1975             | Nick Karp                     | Victory Games            |
| 1985 | World In Flames                 | Greg Pinder, Harry Rowlands   | Australian Design Group  |
| 1986 | Fortress America                | Michael Gray                  | Milton Bradley           |
| 1987 | Scorched Earth                  | John Astell                   | Game Designers’ Workshop |
| 1987 | Team Yankee                     | Marc Miller, Frank Chadwick   | Game Designers’ Workshop |
| 1988 | Kremlin                         | Urs Hostettler                | Avalon Hill              |
| 1988 | The Hunt for Red October        | Douglas Niles                 | TSR                      |
| 1989 | Red Storm Rising                | Douglas Niles                 | TSR                      |
| 1990 | Eurorails                       | Darwin Bromley                | Mayfair Games            |
| 1991 | East Front                      | Craig Besinque, Tom Dalgliesh | Columbia Games           |
| 1992 | Hacker                          | Steve Jackson                 | Steve Jackson Games      |
| 1993 | Hacker II                       | Steve Jackson                 | Steve Jackson Games      |
| 1994 | Australian Rails                | Peter Bromley                 | Mayfair Games            |
| 1995 | Empire of the Rising Sun        | Bruce Harper                  | Avalon Hill              |
| 1996 | Harpoon4                        | Larry Bond, Chris Carlson     | Clash of Arms            |

### Bestes Historisches Brettspiel
| Jahr | Spiel                                                     | Autoren                                         | Verlag             |
| ---- | --------------------------------------------------------- | ----------------------------------------------- | ------------------ |
| 1997 | Successors                                                | Mark Simonitch, Richard Berg                    | Avalon Hill        |
| 1998 | Great War at Sea: Plan Orange                             |                                                 | Avalanche Press    |
| 1999 | Great War at Sea: 1904–1905, The Russo-Japanese Naval War | Brian L. Knipple, Joe Keller, Michael Bennighof | Avalanche Press    |
| 2000 | Axis & Allies: Europe                                     | Larry Harris                                    | Avalon Hill        |
| 2001 | Axis & Allies: Pacific                                    | Stephen Baker, Rob Daviau                       | Hasbro/Avalon Hill |
| 2002 | Sid Meier's Civilization: The Board Game                  | Glenn Drover                                    | Eagle Games        |
| 2003 | Attack!                                                   | Glenn Drover                                    | Eagle Games        |
| 2004 | Sword of Rome                                             | Wray Ferrell                                    | GMT Games          |
| 2005 | Lock 'n Load: Band of Heroes                              | Mark H. Walker                                  | Matrix Games       |
| 2006 | Command & Colors: Ancients                                | Richard Borg, Pat Kurivial, Roy Grider          | GMT Games          |
| 2007 | Age of Empires III: The Age of Discovery                  | Glenn Drover                                    | Tropical Games     |
| 2008 | Conflict of Heroes: Awakening the Bear                    | Uwe Eickert                                     | Academy Games      |
| 2009 | Conflict of Heroes: Storms of Steel!                      | Uwe Eickert, John Hill, Dana Lombardy           | Academy Games      |
| 2010 | Catan Histories – Settlers of America: Trails to Rails    |                                                 | Mayfair Games      |
| 2011 | Strike of the Eagle                                       | Brian Bennett, Uwe Eickert, Robert Żak          | Academy Games      |

## Science-Fiction- und Fantasyspiele
Ab 1977 wurde neben den Konfliktsimulationen auch noch Sciencefiction- und Fantasy-Brettspiele prämiert. Von 1981 bis 1984 gab es zwei getrennte Preise; in der restlichen Zeit bis 2001 gab es einen Preis. 1993 wurde das Kartenspiel Magic: the Gathering als bestes Fantasy-Brettspiel prämiert. Wahrscheinlich deshalb wurde im darauffolgenden Jahr ein Kartenspielpreis eingeführt. Als 1996 dann Die Siedler von Catan prämiert wurde, welches zwar ein Brettspiel ist, aber wenig mit Science Fiction oder Fantasy zu tun hat, wurde im Jahr 1997 ein allgemeiner Brettspielpreis eingeführt.

### Bestes Science-Fiction- oder Fantasy-Brettspiel
| Jahr      | Spiel                                | Autoren | Verlag                   |
| --------- | ------------------------------------ | --- | ------------------------ |
| 1977      | War of the Rings                     | Richard Berg | SPI                      |
| 1978      | Mayday                               | Marc Miller | Game Designers’ Workshop |
| 1979      | The Creature That Ate Sheboygan      | Greg Costikyan | SPI                      |
| 1980      | Azhanti High Lightning               | Frank Chadwick | Game Designers’ Workshop |
| 1981 (SF) | Car Wars                             | Chad Irby, Steve Jackson                                                                                                   | Steve Jackson Games      |
| 1981 (F)  | Barbarian Prince                     | Arnold Hendrick | Heritage DwarfStar       |
| 1982 (SF) | Illuminati                           | Steve Jackson | Steve Jackson Games      |
| 1982 (F)  | Sherlock Holmes Consulting Detective | Gary Grady, Raymond Edwards, Suzanne Goldberg                                                                              | Sleuth Publications      |
| 1983 (SF) | Nuclear Escalation                   | Douglas Malewicki | Flying Buffalo           |
| 1983 (F)  | Lost Worlds                          | Alfred Leonardi | Nova Game Designs        |
| 1984 (SF) | Web & Starship                       | Greg Costikyan | West End Games           |
| 1984 (F)  | The Lonely Mountain                  | Coleman Charlton | Iron Crown Enterprises   |
| 1985      | Wabbit Wampage                       | Mark Acres | Pacesetter               |
| 1986      | Kings & Things                       | Tom Wham | West End Games           |
| 1987      | Arkham Horror                        | Richard Launius, Lynn Willis, Charlie Krank                                                                                | Chaosium                 |
| 1988      | Sky Galleons of Mars                 | Frank Chadwick, Loren Wiseman, Marc W. Miller                                                                              | Game Designers’ Workshop |
| 1989      | Space Hulk                           | Richard Halliwell | Games Workshop           |
| 1990      | Space Hulk: Genestealer              | Jervis Johnson, Matt Forbeck, Richard Halliwell                                                                            | Games Workshop           |
| 1991      | Cosmic Encounter                     | Bill Eberle, Jack Kittridge, Peter Olotka, Bill Norton, Jack Barker, David Goun, Sean Rhoades, Richard Sheaves, Mark Simon | Mayfair                  |
| 1992      | Nuclear Proliferation                | Rick Loomis | Flying Buffalo           |
| 1993      | Magic: the Gathering                 | Richard Garfield | Wizards of the Coast     |
| 1994      | RoboRally                            | Richard Garfield, Mike Davis                                                                                               | Wizards of the Coast     |
| 1995      | Dragon Dice                          | Lester Smith | TSR                      |
| 1996      | Settlers of Catan                    | Klaus Teuber | Mayfair Games            |
| 1997      | Roborally Grand Prix                 | Glenn Elliot, Adam Conus, Tom Wylie                                                                                        | Wizards of the Coast     |
| 1998      | Crimson Skies                        | Jordan Weisman, Michael A. Stackpole                                                                                       | FASA Corporation         |
| 1999      | Orcs at the Gates                    | Jim Dietz | Jolly Roger Games        |
| 2000      | The Great Brain Robbery              | James Ernest | Cheapass Games           |
| 2001      | Risk 2210                            | Craig Van Ness, Rob Daviau, Albert Lamorisse                                                                               | Hasbro/Avalon Hill       |
| 2002      | Marvel HeroClix: Infinity Challenge  | Mike Mulvihil, Jeff Quick                                                                                                  | WizKids                  |

## Brettspiele allgemein
Bei den Origins Awards gab es Preise für allgemeine Brettspiele erst ab 1997.
| Jahr | Spiel                           | Autoren/Grafiker                       | Verlag                               |
| ---- | ------------------------------- | -------------------------------------- | ------------------------------------ |
| 1997 | Kill Doctor Lucky               | James Ernest                           | Cheapass Games                       |
| 1998 | What Were You Thinking?         | Richard Garfield                       | Wizards of the Coast                 |
| 1999 | Button Men                      | James Ernest                           | Cheapass Games                       |
| 2000 | Icehouse: The Martian Chess Set | Andrew Looney, John Cooper             | Looney Labs                          |
| 2001 | Cosmic Coasters                 | Andrew Looney                          | Looney Labs                          |
| 2002 | Kingdoms                        | Reiner Knizia                          | Fantasy Flight Games                 |
| 2003 | Zendo                           | Kory Heath                             | Looney Labs                          |
| 2003 | A Game of Thrones               | Christian T. Petersen                  | Fantasy Flight Games                 |
| 2004 | Ticket to Ride                  | Alan R. Moon                           | Days of Wonder                       |
| 2005 | Parthenon: Rise of the Aegean   | Andrew Parks, Jason Hawkins            | Siren Bridge Publishing, Z-Man Games |
| 2006 | Treehouse                       | Andrew Looney                          | Looney Labs                          |
| 2007 | StarCraft: The Board Game       | Corey Konieczka, Christian T. Petersen | Fantasy Flight Games                 |
| 2008 | Pandemic                        | Matt Leacock                           | Z-Man Games                          |
| 2009 | Space Hulk                      |                                        | Games Workshop                       |
| 2010 | Castle Ravenloft                |                                        | Wizards of the Coast                 |
| 2011 | Conquest of Nerath              | Richard Baker, Mons Johnson, Peter Lee | Wizards of the Coast                 |

### Beste Brettspielerweiterung
Lediglich 2002–2003 gab es einen Preis für die beste Brettspielerweiterung.
| Jahr | Spiel                            | Autoren/Grafiker  | Verlag             |
| ---- | -------------------------------- | ----------------- | ------------------ |
| 2002 | Marvel HeroClix: Clobberin' Time | Jon Leitheusser   | WizKids            |
| 2003 | Zombies!!! 3: Mall Walkers       | Todd Breitenstein | Twilight Creations |

## Bestes Kinder-, Familien- oder Partyspiel
Seit 2008 wird jährlich zusätzlich das beste Kinder-, Familien- oder Partyspiel prämiert.
| Jahr | Spiel                | Autoren/Grafiker | Verlag              |
| ---- | -------------------- | ---------------- | ------------------- |
| 2008 | Say Anything         |                  | North Star Games    |
| 2009 | Are You The Traitor? | Andrew Looney    | Looney Labs         |
| 2010 | Zombie Dice          |                  | Steve Jackson Games |
| 2011 | Get Bit!             | Dave Chalker     | Mayday Games        |

## Beste Grafik
Bereits 1976 und 1978 wurde die beste Grafik in einem Brettspiel prämiert; 1984 bis 2003 gab es dann regelmäßig einen Preis für die beste Brettspielgrafik. Wurden anfangs nur Konfliktsimulationen prämiert, änderte sich das ab Mitte der 1990er Jahre, als Magic: the Gathering und RoboRally diesen Preis gewannen.
| Jahr | Spiel                           | Autoren/Grafiker                                                                         | Verlag                   |
| ---- | ------------------------------- | ---------------------------------------------------------------------------------------- | ------------------------ |
| 1976 | Avalanche                       | Rich Banner                                                                              | Game Designers’ Workshop |
| 1978 | Squad Leader: Cross of Iron     | Scott Moores                                                                             | Avalon Hill              |
| 1984 | Vietnam 1965 - 1975             | Ted Koller                                                                               | Victory Games            |
| 1985 | Pax Britannica                  | Ted Koller, Jim Talbot                                                                   | Victory Games            |
| 1986 | Korean War                      | Ted Koller                                                                               | Victory Games            |
| 1987 | Shogun                          | Alec Jutsum, James Brenner                                                               | Milton Bradley           |
| 1988 | Sky Galleons of Mars            |                                                                                          | Game Designers’ Workshop |
| 1989 | Red Storm Rising                |                                                                                          | TSR                      |
| 1991 | HeroQuest                       |                                                                                          | Milton Bradley           |
| 1992 | Battletech, 3rd Edition         | Jeff Laubenstein, Jim Nelson                                                             | FASA Corporation         |
| 1993 | Magic: the Gathering            |                                                                                          | Wizards of the Coast     |
| 1994 | RoboRally                       | Maria Cabardo, Daniel Gelon, Anson Maddocks, Tom Wanerstrand                             | Wizards of the Coast     |
| 1995 | RoboRally: Armed and Dangerous  | Richard Garfield                                                                         | Wizards of the Coast     |
| 1996 | Battletech, 4th Edition         | Jim Nelson                                                                               | FASA Corporation         |
| 1997 | Wadjet: a Family Adventure Game | Dee Pomerleau                                                                            | Timbuk II, Inc.          |
| 1997 | Successors                      | Kurt Miller                                                                              | Avalon Hill              |
| 1998 | Crimson Skies                   |                                                                                          | FASA Corporation         |
| 1999 | Button Men                      | James Ernest                                                                             | Cheapass Games           |
| 2000 | The Hills Rise Wild!            | Jesper Myrfors, John Tynes                                                               | Pagan Publishing         |
| 2001 | Zombies!!!                      | Todd Breitenstein, David Aikins                                                          | Journeyman Press         |
| 2002 | Mage Knight Dungeons            | Dawne Weisman, Sandra Garavito, Kevin Perrine, Chris Steely, Darren Elosh, Tina Wewegner | WizKids                  |
| 2003 | A Game of Thrones               |                                                                                          | Fantasy Flight Games     |